# Dead Rising: Watchtower
Dead Rising: Watchtower é um filme americano de ação zumbi baseado na série de jogos eletrônicos Dead Rising. Foi dirigido por Zach Lipovsky, produzido por Tim Carter e Tomas Harlan, e escrito por Tim Carter.

## Sinopse
A história de Watchtower se passa em algum período entre os eventos de Dead Rising 2 (2011) e Dead Rising 3 (2021). Em Oregon, a cidade de East Mission entra em quarentena após a polícia encontrar corpos mastigados de vítimas de ataques zumbis. Os zumbis não são um fenômeno novo, mas surtos são incomuns. Os repórteres Chase Carter e Jordan Blair vão até a zona de quarentena para investigar o que acontece com um grupo grande de civis no centro de evacuação Megadome. Muitos dos que estão lá são sobreviventes de ataques zumbis e carregam o vírus em seu sangue. Para continuarem humanos, eles têm que tomar o antídoto Zombrex a cada 24 horas. Quando a droga misteriosamente deixa de funcionar, uma pequena crise transforma-se em pânico em massa e catástrofe. A história se desdobra sob duas perspectivas: dos sobreviventes de dentro da cidade, e dos oficiais e da mídia no lado de fora. Diferente de quase todas as narrativas de zumbis, o mundo não acabou e o surto é só um desastre natural em grande escala que o resto do mundo assiste pela TV. Jordan consegue sair da zona de quarentena antes do exército fechar a única saída, ela começa a investigar a verdade por trás da falha do antídoto Zombrex. Enquanto isso, Chase acaba preso com outros civis. Eles terão que lutar para escapar não só dos zumbis, mas também de uma decisão "bombástica" do governo. 

## Elenco
- Jesse Metcalfe como Chase Carter. Um ambicioso repórter investigativo do site Hit Point e colaborador para o telejornal UBN News. Ele sonha em ser famoso como Frank West.
- Meghan Ory como Crystal O'Rourke. Uma rebelde usuária do Zombrex que fica presa na quarentena junto com Chase e Maggie.
- Virginia Madsen como Maggie. Uma mãe emocionalmente abalada pela morte da filha.
- Keegan Connor Tracy como Jordan Blair. A repórter cinematográfica parceira de Chase, uma profissional centrada e realista que consegue escapar da quarentena e preocupa-se em salvar Chase e os outros.
- Aleks Paunovic como Logan. O líder de uma gangue de motociclistas.
- Dennis Haysbert como Lyons. O General do exército no comando da Operação East Mission.
- Gary Jones como Norton. Presidente da agência governamental FEZA (Agência Federal de Zumbis de Emergência), tentando conter o surto viral que transforma pessoas em zumbis famintos.
- Carrie Genzel como Susan Collier. Âncora do telejornal UBN News.
- Rob Riggle como Frank West. Um fotojornalista famoso por ter sobrevivido ao primeiro surto de zumbis dos Estados Unidos, em Willamette Mall. Ele está sendo entrevistado no UBN News. Nos jogos, Frank é o principal protagonista de Dead Rising, Dead Rising 4, Dead Rising 2: Case West e Dead Rising 2: Off the Record.
- Reese Alexander como Shearson
- Harley Morenstein como Pyro
- Julia Benson como Amy
- Peter Benson como Bruce
- C. Ernst Harth como Zumbi Bonzo
- Jen e Sylvia Soska como Zumbis (cameo; não creditadas)
- Ryan Connolly como Zumbi (for Film Riot episode; não creditado)
- Patrick Sabongui como Zumbi Doutor Hippie

## Produção
Em 19 de junho de 2014, foi anunciado que a Legendary Digital Media da Legendary Pictures desenvolveria seu primeiro longa-metragem digital, sendo esse baseado em jogos eletrônicos da série Dead Rising, com Lorenzo di Bonaventura como produtor executivo e Tim Carter como roteirista e também produtor junto com Tomas Harlan no estúdio Contradiction Films. O longa não faz parte do contrato de cinco anos da Legendary com a Universal Pictures. Em vez disso, Crackle lidaria com os direitos domésticos e o longa seria distribuído internacionalmente pela Content Media Corp em SVOD, DVD, VOD e TV após lançamento exclusivo na Crackle. Em 20 de agosto, o artista de efeitos visuais Zach Lipovsky foi escolhido para dirigir o filme.
Em 29 de setembro, foi confirmado o título oficial como Dead Rising: Watchtower e Jesse Metcalfe, Dennis Haysbert, Virginia Madsen e Meghan Ory no elenco, além de que as filmagens começariam no dia seguinte em Vancouver, Colúmbia Britânica, Canadá. Em 20 de outubro foram confirmados no elenco Rob Riggle, Harley Morenstein, Keegan Connor Tracy e Aleks Paunovic. Em 21 de outubro, uma foto do set foi revelada pela Crackle.

## Lançamento
Foi lançado nos Estados Unidos na Crackle em 27 de março de 2015.
Foi distribuído no Brasil em DVD e Blu-ray pela PlayArte como Dead Rising: Watchtower - O Filme, mas o título não agradou por não possuir sentido visto que o filme traz uma história original. Também foi lançado no país pela Netflix.